# Повисюхові мухи
Повисюхові, повисюхові мухи, або дзюрчалкові (Syrphidae) (деякі види в народі називають трутиками, прутиками) — родина комах з ряду двокрилих. Родина складається з приблизно 200 родів, понад 6000 видів.

## Опис
Середнього розміру й великі мухи довжиною тіла від 0,8 до 2,5 см. Часто мають яскраве смугасте чи  плямисте забарвлення черевця, з жовтим й темним перемежаним малюнком. Мімікрують під бджіл, ос, джмелів. Деякі види волохаті. Крила переважно прозорі, з трьома розвинутими радіальними жилками та добре розвинутою анальною коміркою. Між останньою радіальною та медіальною жилками знаходиться несправжня жилка (потовщена мембрана крила).
Личинки зазвичай циліндричної або веретеноподібної форми. У деяких водяних личинок розвинувся довгий анальний сегмент, так званий «хвіст», за допомогою якого вони дихають повітрям.

## Спосіб життя
Імаго добре літають, паруються в повітрі. Часто трапляються на квітках. Чимало видів здатні зависати в повітрі, звідки й назва «мухи-повисюхи». 
Личинки хижі, рослинноїдні, детритофаги. Деякі личинки мешкають на поверхні рослин, де полюють на попелиць і дрібних гусениць (наприклад, у сирфа перев'язаного). Інші розвиваються у рослинних тканинах, живлячись ними. Чимало личинок, зокрема бджоловидок мешкають у стічних водах, мулі, гної, гнилій деревині тощо. Деякі види паразитують у гніздах мурашок чи ос.

## Систематика й різноманіття
Родина містить понад 6 тисяч видів.
Родину розділяють та 3 підродини:
- Eristalinae
- Microdontinae
- Syrphinae — 16 триб (Bacchini, Paragini, Syrphini, Toxomerini, Microdontini, Spheginobacchini, Brachyopini, Callicerini, Ceriodini, Eristalini, Eumerini, Milesiini, Pipizini, Rhingiini, Sericomyini, Volucellini)
  - також деякі автори виділяють четверту підродину Pipizinae[5].

Личинки підродини Eristalinae переважно розвиваються в органічних відходах, що розкладаються, деякі види є рослиноїдними.
Серед представників підродини Syrphinae чимало хижаків, але є й мінери.
Підродина Microdontinae є найменшою, містить понад 400 видів, об'єднаних у близько 40 родів та поширених переважно в тропічних регіонах, лише приблизно 50 видів представлені в Палеарктиці.

### В Україні
Родина Повисюхи в Україні налічує 67 родів, які включають близько 500 видів.
Sphaerophoria scripta L. — зоофітофаг. Імаго тримаються в лугових біоценозах, а також на галявинах, узліссях, розріджених деревостоях та інших стаціях, де є квітуча рослинність. Личинки тримаються на листі та травах переважно в колоніях попелиць, рідше — у колоніях псилід. Протягом сезону дають не менше двох генерацій.[джерело?]

## Значення для людини
Хижі личинки вважаються корисними ентомофагами. Серед рослиноїдних видів є ті, що пошкоджують культурні рослини, зокрема цибулева дзюрчалка (Eumerus strigatus) може пошкоджувати цибулю.
Імаго є запилювачами культурних і дикорослих рослин.